# 小行星6122
小行星6122（英語：6122 Henrard）是一颗围绕太阳公转的小行星。1987年9月21日，愛德華·鮑威爾在可可尼诺县发现了此天体。
这颗小行星的绝对星等为163.64742等。